# Jurij Michajlov
Jurij Matvejevič Michajlov (rusky Ю́рий Матве́евич Миха́йлов; 25. července 1930 Ulitino, Ruská SFSR – 15. července 2008 Tver) byl sovětský rychlobruslař.
Na mezinárodních závodech se poprvé objevil v roce 1956. Tehdy získal zlatou medaili v závodě na 1500 m na Zimních olympijských hrách, sprint na 500 m nedokončil. Zúčastnil se také Mistrovství Evropy, na kterém se umístil na 10. místě, a Mistrovství světa, kde skončil osmý. O rok později byl na evropském šampionátu třináctý. V dalších letech již startoval pouze na domácích závodech a sovětských šampionátech, poslední závod absolvoval v roce 1963.